# De dode Christus met engelen
De dode Christus met engelen (Frans: Le Christ mort et les anges) is een schilderij van Édouard Manet uit 1864. Het is een van de weinige religieuze werken van de schilder. Op de Parijse Salon van 1864 kon het schilderij voornamelijk op afkeurende reacties rekenen. Tegenwoordig maakt het deel uit van de collectie van het Metropolitan Museum of Art in New York.

## Voorstelling
Manet en zijn impressionistische tijdgenoten hebben weinig schilderijen met religieuze voorstellingen gemaakt. Enerzijds kwam dit omdat hun interesses veel meer bij het moderne leven lagen, anderzijds omdat zij geen opdrachten ontvingen voor kerkelijke schilderijen. In het oeuvre van Manet nemen De dode Christus met engelen en Jezus bespot door de soldaten daarom een bijzondere positie in.
Een inscriptie op een steen rechtsonder geeft aan welke scène is afgebeeld: évang. sel. St. Jean / chap.XX v.XII. In dit vers uit het Evangelie volgens Johannes wordt verhaald dat Maria Magdalena twee engelen in witte kleren bij het graf van Christus zag zitten, een bij het hoofdeind en een bij het voeteneind van de plek waar zijn lichaam had gelegen. Op het schilderij van Manet is het lichaam van Christus niet verdwenen, maar wordt ondersteund door een van de engelen. Mogelijkerwijs was Manet geïnspireerd door het boek La vie de Jésus van Ernest Renan, dat in 1863 was uitgekomen. Daarin wees Renan alle bovennatuurlijke verschijnselen in de Bijbel van de hand, waaronder de wederopstanding. In zijn analyse gebruikte hij onder meer hoofdstuk 20 uit het Evangelie volgens Johannes. De sfeer die het schilderij uitstraalt, sluit hier nauw bij aan, geen triomf over de verrijzenis van Christus, maar diepe rouw om zijn overlijden.
Nadat Manet het schilderij had ingediend bij de Salon, kwam hij tot de ontdekking dat hij een fout had gemaakt: de wond van de lans was aan de verkeerde zijde van het lichaam geschilderd. Toen Manet dit aan de dichter Charles Baudelaire vertelde, raadde die hem aan de wond over te schilderen, om de critici geen aanleiding tot spot te geven. De schilder had echter geen tijd meer om zijn fout te herstellen.
Het schilderij kreeg inderdaad veel kritiek te verduren, met name om de realistische weergave van het dode lichaam van Christus. De schrijver Théophile Gautier, die bewondering had voor de schilderskwaliteiten van Manet, bracht de bezwaren goed onder woorden.

Le Christ de M. Manet ne semble pas avoir connu jamais l'ussage des ablutions. La lividité de la mort se mêle chez lui à des demi-teintes crasseuses, à des ombres sales et noires dont jamais la résurrection ne le débarbouillera, si un cadavre tellemet avancé peut ressusciter toutefois.

(De Christus van mijnheer Manet lijkt het gebruik van water en zeep niet te kennen. De lijkbleekheid van de dood vermengt zich bij hem met smerige tinten, met vieze, donkere schaduwen die zelfs de wederopstanding niet zal wegpoetsen, als een lijk in zo'n staat van ontbinding al kan herrijzen.)
— Théophile Gautier (25 juni 1864)

Hoewel zijn tijdgenoten gechoqueerd waren door de wijze waarop Manet de dode Christus had afgebeeld, bleef de voorstelling sterk geworteld in de traditie van de Spaanse en Italiaanse meesters, waardoor Manet in het begin van zijn carrière sterk beïnvloed was. Zo hebben kunsthistorici gewezen op de overeenkomsten met schilderijen van onder andere Mantegna en Veronese.

## Herkomst
- januari 1872: Manet verkoopt het werk aan de kunsthandelaar Durand-Ruel voor 3.000 frank.
- privécollectie
- 1877: verkocht aan Durand-Ruel voor 7.000 frank.
- privécollectie
- 4 juni 1881: verkocht aan Durand-Ruel.
- 7 februari 1903: verkocht aan Henry Osborne Havemeyer en zijn echtgenote, geboren Louisine Waldron Elder, New York voor 17.000 Amerikaanse dollar.
- 1929: nagelaten aan het Metropolitan Museum of Art.

## Afbeeldingen

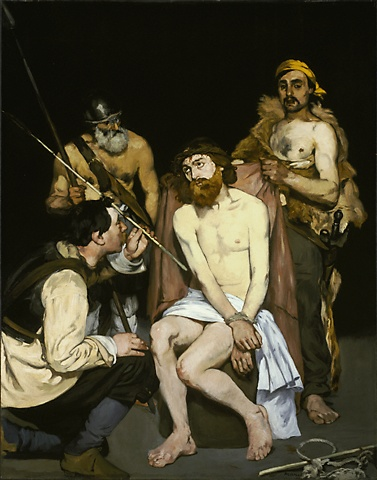
Jezus bespot door de soldaten (1865)
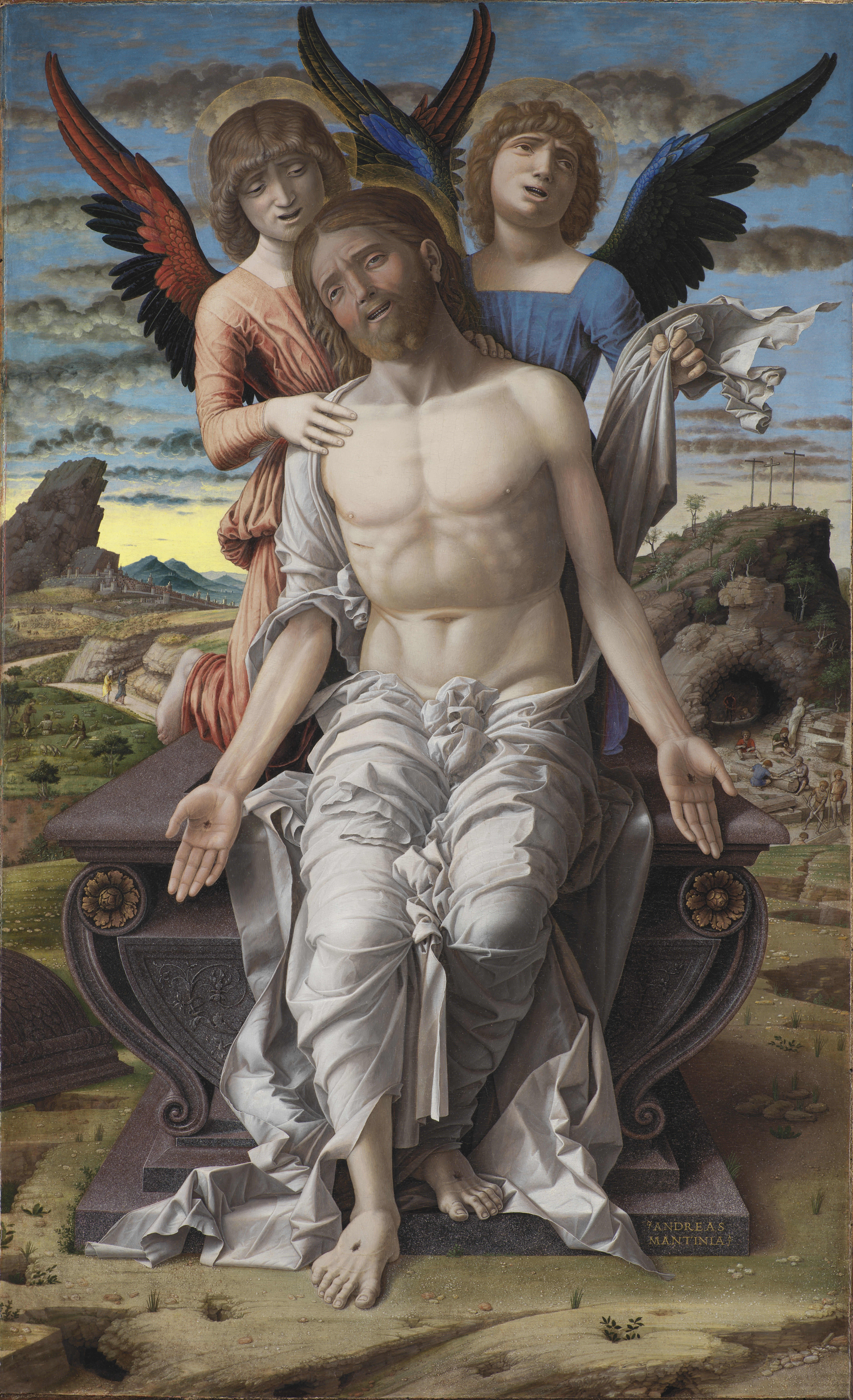
De dode Christus ondersteund door twee engelen - Andrea Mantegna